# Scelophysa trimeni
Scelophysa trimeni är en skalbaggsart som beskrevs av Louis Albert Péringuey 1885. Scelophysa trimeni ingår i släktet Scelophysa och familjen Melolonthidae. Inga underarter finns listade i Catalogue of Life.